# Saint-Jean-de-Gonville
Pour les articles homonymes, voir Saint-Jean.
Saint-Jean-de-Gonville est une commune française, située dans le pays de Gex (département de l'Ain, région Auvergne-Rhône-Alpes).
Les habitants de Saint-Jean-de-Gonville sont appelés Gonvillois.

## Géographie
Saint-Jean-de-Gonville est un village situé entre l'agglomération de Thoiry et la commune de Péron.
Il compose un petit morceau du versant sud-est de la partie française du massif du Jura qui descend vers le lac Léman et son altitude moyenne est de 628 mètres, son point le plus bas est à 421 mètres, et le point culminant est à 1630 mètres.
Les hameaux de Saint-Jean-de-Gonville sont Choudans, Mornex et Sous-Saint-Jean.
Sa voie de communication majeure est historiquement la « Route de Lyon » ou « Grand route », devenue une voie secondaire depuis son doublement par la voie rapide qui longe sa frontière est et donc la frontière suisse, qu'est la D 884 qui relie, avec son prolongement par la D 1206, Valserhône au sud à Saint-Genis-Pouilly au nord.

### Communes limitrophes
| Chézery-Forens | Thoiry                 | Thoiry                 |
| Chézery-Forens | Saint-Jean-de-Gonville | Dardagny ( Suisse, GE) |
| Péron          | Péron                  | Dardagny ( Suisse, GE) |

### Climat
Pour des articles plus généraux, voir Climat d'Auvergne-Rhône-Alpes et Climat de l'Ain.
En 2010, le climat de la commune est de type climat de montagne, selon une étude du CNRS s'appuyant sur une série de données couvrant la période 1971-2000. En 2020, Météo-France publie une typologie des climats de la France métropolitaine dans laquelle la commune est exposée à un climat de montagne ou de marges de montagne et est dans la région climatique Jura, caractérisée par une forte pluviométrie en toutes saisons (1 000 à 1 500 mm/an), des hivers rigoureux et un ensoleillement médiocre.
Pour la période 1971-2000, la température annuelle moyenne est de 9,9 °C, avec une amplitude thermique annuelle de 17,9 °C. Le cumul annuel moyen de précipitations est de 1 336 mm, avec 11,9 jours de précipitations en janvier et 9,1 jours en juillet. Pour la période 1991-2020, la température moyenne annuelle observée sur la station météorologique de Météo-France la plus proche, sur la commune de La Pesse à 11 km à vol d'oiseau, est de 6,9 °C et le cumul annuel moyen de précipitations est de 1 659,9 mm,. Pour l'avenir, les paramètres climatiques de la commune estimés pour 2050 selon différents scénarios d'émission de gaz à effet de serre sont consultables sur un site dédié publié par Météo-France en novembre 2022.

## Urbanisme

### Typologie
Au 1er janvier 2024, Saint-Jean-de-Gonville est catégorisée ceinture urbaine, selon la nouvelle grille communale de densité à 7 niveaux définie par l'Insee en 2022.
Elle est située hors unité urbaine. Par ailleurs la commune fait partie de l'aire d'attraction de Genève - Annemasse (partie française), dont elle est une commune de la couronne,. Cette aire, qui regroupe 158 communes, est catégorisée dans les aires de 700 000 habitants ou plus (hors Paris),.

### Occupation des sols
L'occupation des sols de la commune, telle qu'elle ressort de la base de données européenne d’occupation biophysique des sols Corine Land Cover (CLC), est marquée par l'importance des forêts et milieux semi-naturels (53,3 % en 2018), en diminution par rapport à 1990 (56,2 %). La répartition détaillée en 2018 est la suivante : 
forêts (46,3 %), prairies (18,4 %), terres arables (10,1 %), zones urbanisées (8,1 %), milieux à végétation arbustive et/ou herbacée (7 %), zones agricoles hétérogènes (6 %), espaces verts artificialisés, non agricoles (4 %).
L'évolution de l’occupation des sols de la commune et de ses infrastructures peut être observée sur les différentes représentations cartographiques du territoire : la carte de Cassini (XVIIIe siècle), la carte d'état-major (1820-1866) et les cartes ou photos aériennes de l'IGN pour la période actuelle (1950 à aujourd'hui).
La commune n’a pas souhaité adhérer au Parc Naturel Régional du Haut Jura.

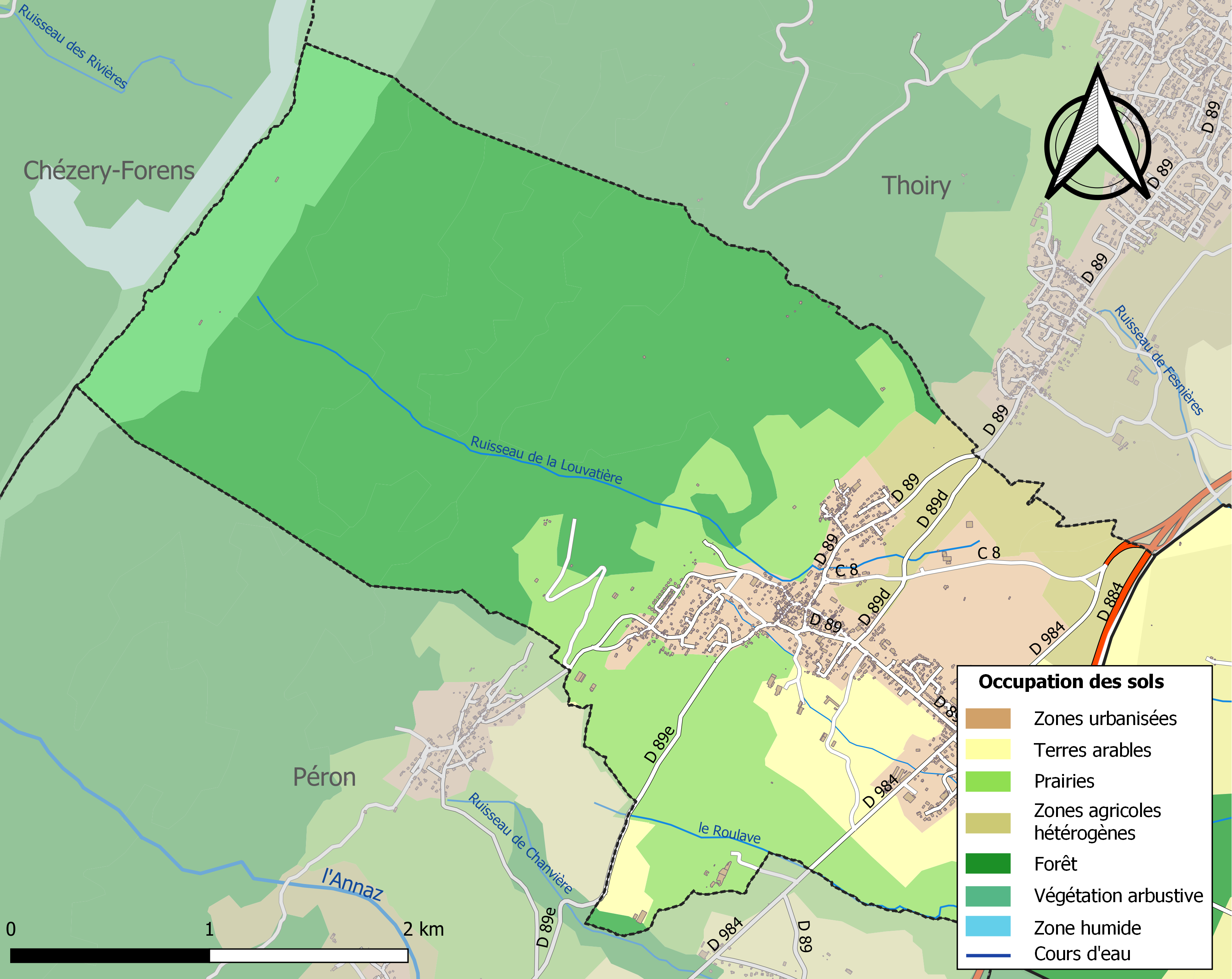
Carte des infrastructures et de l'occupation des sols de la commune en 2018 (CLC).

## Histoire
Les premières traces connues de la présence de l'homme sur le territoire de la commune de Saint-Jean-de-Gonville se retrouvent sur les blocs erratiques situés dans le bois de Mornex. La présence d'une croix chrétienne sur une des pierres pourrait montrer une volonté de christianisation d'anciens cultes.
La voie de l'Etraz constitue le témoignage le plus important de l'occupation romaine avec quelques traces d'édifices ruraux. Cette antique voie traverse la commune de part en part, du ravin de Champvière aux abords de Fenières. De nombreuses tombes trouvées près de l'église et dans les rues du bas village ont été datées des environs de 650 apr. J.-C.
Le village et la terre de Saint-Jean portèrent le nom de Gonville jusqu'aux environs de 1300, date à laquelle la paroisse prit le nom de Saint-Jean de Gonville. Gonville doit sûrement son nom à un de ces nombreux fondateurs de domaines que furent les Burgondes et les Francs.
Au Moyen Âge, Saint-Jean avait un marché hebdomadaire et des foires importantes ; elles durèrent jusqu'au début du XXe siècle malgré la famine, les pestes, les guerres et les occupations. Saint-Jean fut occupé par les Genevois, les Savoyards, les Bernois et les Espagnols.
L'organisation de la communauté de Saint-Jean est très ancienne puisqu'elle remonte à la donation des lettres de franchises par Guillaume de Joinville. L'assemblée des bourgeois de la ville franche de Saint-Jean se mua au cours des siècles en simple assemblée de communauté villageoise. Elle était dirigée en 1478 par deux syndics. Saint-Jean devint commune en 1790. Une poste existe depuis 1893 et la gare inaugurée en 1899 mais s'arrêtera peu après la Seconde Guerre mondiale.

## Politique et administration

### Découpage territorial
La commune de Saint-Jean-de-Gonville est membre de l'intercommunalité Pays de Gex Agglo, un établissement public de coopération intercommunale (EPCI) à fiscalité propre créé le 31 mai 1995 dont le siège est à Gex. Ce dernier est par ailleurs membre d'autres groupements intercommunaux.
Sur le plan administratif, elle est rattachée à l'arrondissement de Gex, au département de l'Ain et à la région Auvergne-Rhône-Alpes. Sur le plan électoral, elle dépend du  canton de Thoiry pour l'élection des conseillers départementaux, depuis le redécoupage cantonal de 2014 entré en vigueur en 2015, et de la troisième circonscription de l'Ain  pour les élections législatives, depuis le dernier découpage électoral de 2010.

### Administration municipale

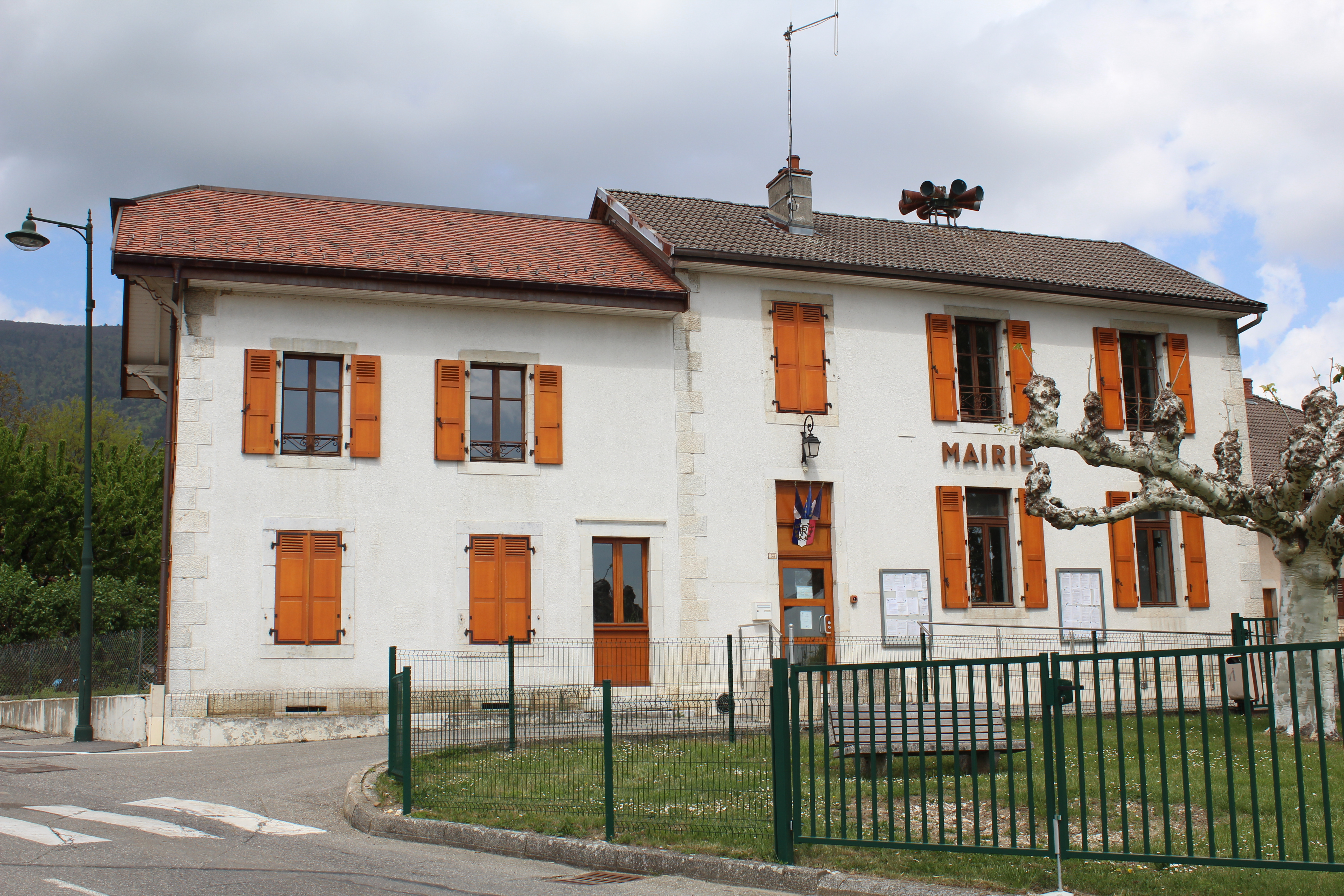
Mairie.

| Période                                  | Période   | Identité        | Étiquette | Qualité                                                                                 |
| ---------------------------------------- | --------- | --------------- | --------- | --------------------------------------------------------------------------------------- |
| Les données manquantes sont à compléter. |           |                 |           |                                                                                         |
| 1986                                     | juin 1995 | Roland Brulhart | DVD       | Adjoint au maire (1983 → 1986) Maire honoraire                                          |
| juin 1995                                | mars 2001 | Simone Donche   |           |                                                                                         |
| mars 2001                                | En cours  | Michel Brulhart | UMP-LR    | Agriculteur Conseiller départemental de Thoiry (2015 → ) Réélu pour le mandat 2020-2026 |

## Démographie
L'évolution du nombre d'habitants est connue à travers les recensements de la population effectués dans la commune depuis 1793. Pour les communes de moins de 10 000 habitants, une enquête de recensement portant sur toute la population est réalisée tous les cinq ans, les populations de référence des années intermédiaires étant quant à elles estimées par interpolation ou extrapolation. Pour la commune, le premier recensement exhaustif entrant dans le cadre du nouveau dispositif a été réalisé en 2007.
En 2022, la commune comptait 2 042 habitants, en évolution de +18,72 % par rapport à 2016 (Ain : +5,15 %, France hors Mayotte : +2,11 %).
| 1793 | 1800 | 1806 | 1821 | 1831 | 1836 | 1841 | 1846 | 1851 |
| ---- | ---- | ---- | ---- | ---- | ---- | ---- | ---- | ---- |
| 576  | 589  | 648  | 675  | 674  | 676  | 666  | 750  | 716  |

| 1856 | 1861 | 1866 | 1872 | 1876 | 1881 | 1886 | 1891 | 1896 |
| ---- | ---- | ---- | ---- | ---- | ---- | ---- | ---- | ---- |
| 675  | 667  | 686  | 641  | 643  | 655  | 631  | 588  | 686  |

| 1901 | 1906 | 1911 | 1921 | 1926 | 1931 | 1936 | 1946 | 1954 |
| ---- | ---- | ---- | ---- | ---- | ---- | ---- | ---- | ---- |
| 638  | 596  | 550  | 558  | 551  | 539  | 524  | 493  | 461  |

| 1962 | 1968 | 1975 | 1982 | 1990  | 1999  | 2006  | 2007  | 2012  |
| ---- | ---- | ---- | ---- | ----- | ----- | ----- | ----- | ----- |
| 499  | 591  | 742  | 841  | 1 001 | 1 182 | 1 390 | 1 420 | 1 501 |

| 2017  | 2022  | - | - | - | - | - | - | - |
| ----- | ----- | - | - | - | - | - | - | - |
| 1 787 | 2 042 | - | - | - | - | - | - | - |

## Économie
Le village de Saint-Jean comporte des commerces : une boulangerie et une supérette, ancien « 8-à-Huit Derudet » devenu fin 2024 « Utile » avec un rayon de traiteur proposant des produits locaux et une activité de relais postal et une vingtaine d'entreprises comme un vendeur de matériel agricole, une entreprise de travaux publics, ainsi que des artisans et des professions libérales  (ferblantier spécialisé dans les toitures, maçon, menuisier, charpentier, création et entretien d'espaces verts, coiffeur, traiteur à domicile, taxi et VTC, infographiste-photographe, institut de massages, kinésithérapeute-ostéopathe, plusieurs médecins dont un spécialiste...) ainsi qu'un terrain de golf avec un bar-restaurant.
Il y avait autrefois aussi un bar-café dans la rue de l’Église. Ce lieu était l’emblème du village car tous les habitants s'y rencontraient.
Outre l'école communale maternelle et élémentaire, on trouve une école maternelle privée utilisant la pédagogie Montessori.

## Culture et patrimoine

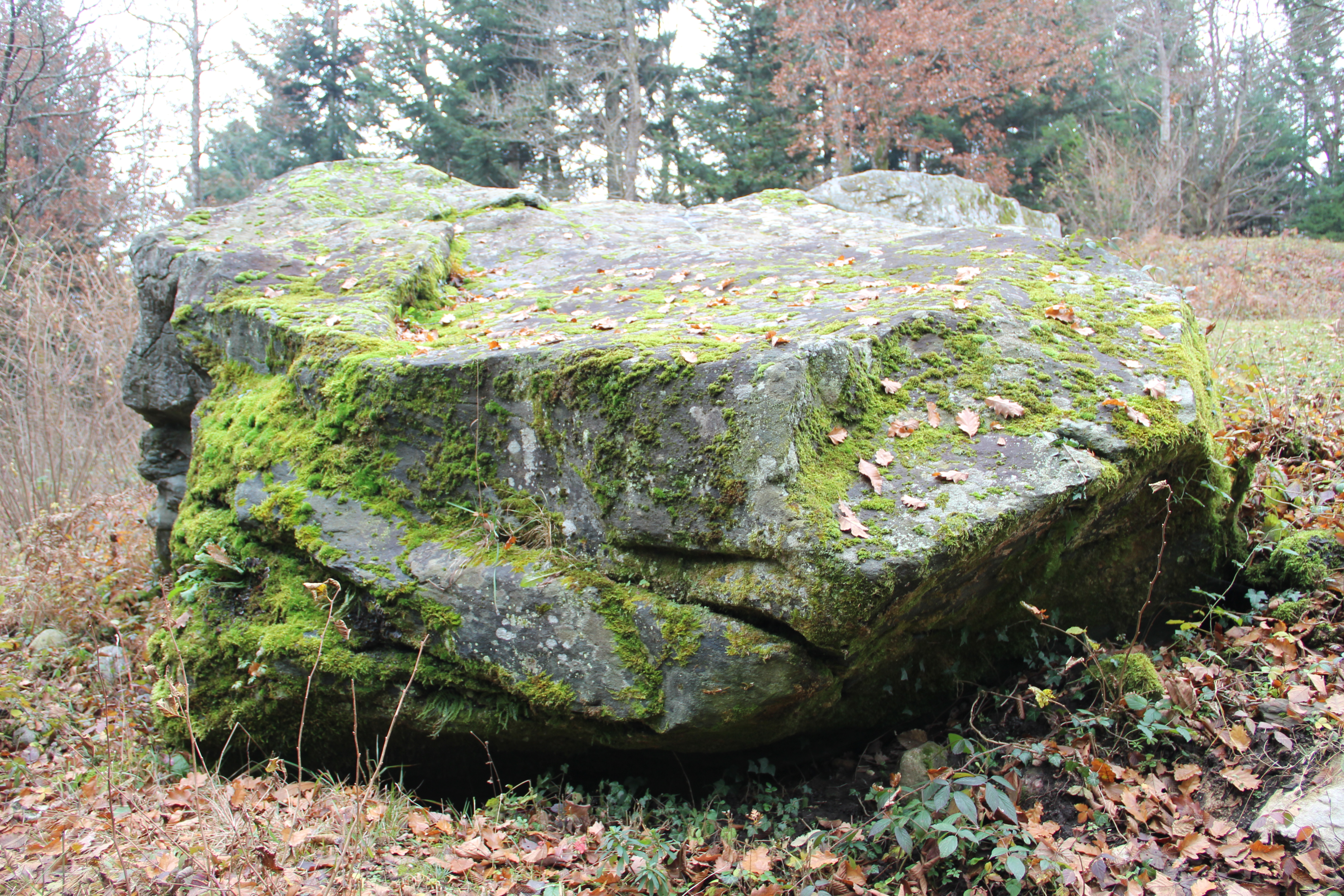
La pierre du Paray.

### Culture
Le théâtre « Les 50 », salle de spectacles, est aussi un cercle de lecture et un lieu d'échanges culturels et pédagogiques.

### Lieux et monuments
- Le site historique le plus ancien du village est celui des pierres à cupules situées dans les bois de Mornex. Elles ont été apportées à cet emplacement par le glacier alpin au cours de la dernière glaciation de l'ère quaternaire. Quelques tribus y ont trouvé l'emplacement idéal pour leurs rites et sacrifices. C'est pour cela que nous pouvons y retrouver des traces de leur passage.
- L’église, consacrée à saint Jean-Baptiste, date de 1826 et a été construite sous l'impulsion de l'abbé du canton de Collonges. Ses vitraux sont la fierté du village car ils ont été réalisés par l'artiste savoyard Pierre Duchamp.
- Le monument aux morts se trouve au centre du square triangulaire devant la mairie, dans l'angle des rues Saint-Jean et du Champ de Foire.

### Héraldique
| Armes de Saint-Jean-de-Gonville | Les armes de Saint-Jean-de-Gonville se blasonnent ainsi : D'argent à l'écusson de gueules chargé d'un coq d'or, accompagné en chef d'une balance de sable, en flancs de deux branches de laurier de sinople et en pointe de la lettre S combinée à trois vergettes ondées et alésées de sable ; vêtu d'azur chargé de quatre étoiles d'argent. |